# A1703 zD6
A1703 zD6 هو باعث ليمان ألفا شديد يقع خلف عدسة الجاذبية. تقع خلف مجموعة مجرات في المقدمة تُعرف باسم Abell 1703 ، ومن هنا جاءت تسميتها. لها انزياح أحمر محدد طيفيًا يزيد عن 7 ،  يتوافق مع زمن انتقال الضوء يبلغ 12.9 مليار سنة.  يقع في كوكبة السلوقيان . تم اكتشافه في عام 2012 ، من قبل مجموعة بقيادة LD Bradley ، ونُشر في The Astrophysical Journal . 
تم اكتشاف خط انبعاث C IV (بطول موجة 1548 Å ) من هذه المجرة ، مما يدل على الكربون المتأين ثلاثيًا. ونظرًا لأنه يتطلب كميات كبيرة من الطاقة لتأين الكربون ثلاثًا ، فقد يشير ذلك إلى أن A1703 zD6 يحتوي على نواة مجرة نشطة أو مجموعة من النجوم الصغيرة جدًا والساخنة والفقيرة بالمعادن .  وجدت الدراسات اللاحقة أن مصدر التأين من المحتمل أن يكون الأخير: مجموعة من النجوم في منطقة تشكل النجوم. 